# Trichospermum calyculatum
Trichospermum calyculatum är en malvaväxtart som först beskrevs av Berthold Carl Seemann, och fick sitt nu gällande namn av Karl Ewald Maximilian Burret. Trichospermum calyculatum ingår i släktet Trichospermum och familjen malvaväxter. Inga underarter finns listade i Catalogue of Life.